# ووآرون
شهر ووآرون (به فرانسوی: Voiron) در شهرستان ایزر در ناحیه رون-آلپ با جمعیت ۲۰٬۶۷۲ نفر در کشور فرانسه واقع شده‌است